# Eishockey Magazin
Das Eishockey Magazin war eine deutsche Eishockeyfachzeitschrift.

## Geschichte
Der Sportjournalist Horst Eckert gründete 1973 die monatlich erscheinende Zeitschrift, die sich selbst „Deutschlands größtes Eishockey-Fachjournal“ nannte. Eckert betreute sie lange Jahre als Chefredakteur und berichtete zudem als Reporter von nationalen Ligen und internationalen Turnieren. 1995 fusionierte sie mit der Zeitschrift Eiszeit, die zwischen 1994 und 1995 achtmal erschienen war, und nahm kurzzeitig den Namen Eishockey-Magazin, vereinigt mit Eiszeit an. Neue Chefredakteure wurden Günter Klein, der bisherige Herausgeber der Eiszeit, sowie Dag Heydecker. Die Redaktion bestand aus drei Büros: Mitte in Bad Nauheim und Friedberg (Hessen), Süd in Augsburg und West in Duisburg.
Im Februar 1998 wurden die Abonnenten von dem herausgebenden Verlag darauf hingewiesen, dass die verlegerische Entwicklung des Eishockey Magazins die Zielsetzungen nicht erfüllt hätte und die Zeitschrift mit der Ausgabe 2/98 eingestellt wurde. Während die Abonnenten an die Eishockey News verwiesen wurden, setzte der Chefredakteur Günter Klein seine Journalistenkarriere als Fußballreporter für den FC Bayern München beim Münchner Merkur fort, während Dag Heydecker als Geschäftsführer die Bereiche Marketing und Öffentlichkeitsarbeit beim Eishockey-Klub Adler Mannheim übernahm.

## Aufbau
Die Zeitschrift erschien monatlich. Nach der Einstellung des Sport-Kuriers gab es 1996 und 1997 Sonderausgaben, die zu Saisonbeginn erschienen. Thematisch lag der Schwerpunkt auf den höchsten drei deutschen Ligen und am Rande wurde auch über die deutsche Eishockeynationalmannschaft und die NHL berichtet.